# Quadrante (moeda)

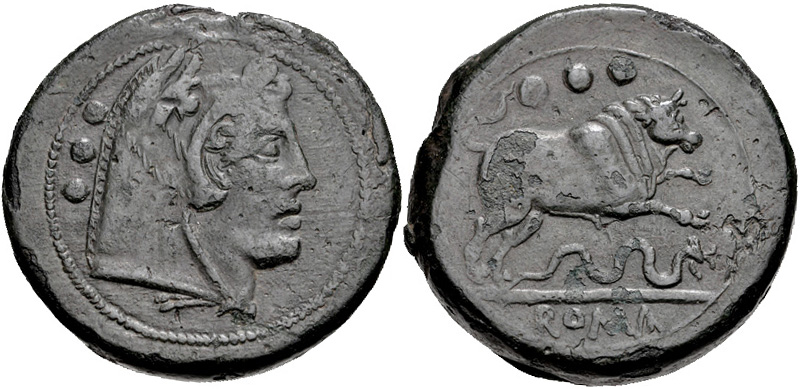
Quadrante do

Quadrante (em latim: Quadrans; romaniz.: lit. "um quarto") era uma moeda romana de baixo valor cunhada em bronze. Ela valia um quarto de um asse. O quadrante foi cunhado em moedas de bronze durante a República Romana com três pequenos "pontos" ou "pastilhas", representando três úncias (unciae), como marca de seu valor e eram, por isso, conhecidas também como terúncio (teruncius; "três úncias"). O anverso, depois de algumas variações iniciais, trazia o busto de Hércules, com o reverso, a proa de uma galé. Moedas com o mesmo valor foram emitidas em outras cidades na Itália Central, todas fundidas em bronze.
A palavra grega para quadrans era κοδράντης (kodrantes). Em Marcos 12, quando uma pobre viúva deu dois "tostões" (em grego: λεπτα; romaniz.: lepta) ao tesouro do Templo, Marcos afirma que este valor representava um quadrante (Marcos 12:42).